# Alfred Gindrat
Alfred Gindrat, né le 29 octobre 1883 à Paris et mort le 26 janvier 1951 à Goussainville, est un footballeur international français.

## Biographie
Mécanicien, son poste de prédilection au football est demi centre. Il compte quatre sélections en équipe de France de football, France-Hongrie au stade du C.A.P à Charentonneau et France-Angleterre amateur au Stade de Paris à Saint-Ouen en 1911, France-Belgique au Stade de Paris à Saint-Ouen et France-Suisse au Stade de Paris à Saint-Ouen en 1912.

## Clubs successifs
- United SC (au moins saison 1901-1902[4] à au moins saison 1905-1906[5])
- Red Star (au moins saisons 1910-1911 et 1911-1912, saisons de sélection)
- Stade français

## Carrière
Réputé pour son jeu dur qui écourta notamment la carrière sportive de Willem van Hasselt, Alfred laissa surtout le souvenir d'un joueur déterminé hors du terrain. Il fut en effet le meneur de la fronde des Parisiens qui, en 1913, faute de prime de match, refusèrent de porter le maillot de l'équipe de France. Un scandale dont il ne se releva pas.